# Raoul Walsh
Pour les articles homonymes, voir Walsh.
Raoul Walsh, de son vrai nom Albert Edward Walsh, est un réalisateur américain, né le 11 mars 1887 à New York et mort le 31 décembre 1980 à Simi Valley en Californie (États-Unis),. Membre fondateur de l'académie des Oscars, il est le frère de l'acteur du cinéma muet George Walsh.
Il était connu pour avoir incarné John Wilkes Booth dans le film muet Naissance d'une nation (1915)  et pour avoir réalisé des films tels que l'épopée en format écran large La Piste des géants (1930) avec John Wayne dans son premier rôle principal, Les Fantastiques Années 20 avec James Cagney et Humphrey Bogart, La Grande Évasion (1941) avec Ida Lupino et Humphrey Bogart, Gentleman Jim avec Errol Flynn (1942) et L'enfer est à lui (1949) avec James Cagney et Edmond O'Brien. Il réalise son dernier film en 1964. Son travail est cité comme une influence sur des réalisateurs tels que Rainer Werner Fassbinder, Jack Hill, et Martin Scorsese.

## Biographie
Raoul Walsh est né le 11 mars 1887 à New York, deuxième enfant d'Elizabeth et Thomas Walsh.
Walsh commence sa carrière artistique comme figurant et acteur pour le théâtre, devenant rapidement acteur de film. Puis, il devient l’assistant de D. W. Griffith. En 1914, ce dernier l'envoie au Mexique afin de tourner la vie de Pancho Villa ; il y filme des exécutions durant la révolution mexicaine ; pour ce film, il joue le rôle de Pancho Villa jeune. En 1915, sur le film Naissance d'une nation, il tient le rôle de John Wilkes Booth, l'assassin d'Abraham Lincoln. Puis, Walsh est embauché par le studio de William Fox. Son premier film, pour la Fox, Regeneration, un film de gangster est un succès. Il dirige ensuite Theda Bara dans une des premières adaptations de Carmen, la nouvelle de Prosper Mérimée. Il assure également la mise-en-scène de plusieurs films mettant en vedette son épouse de l'époque, Miriam Cooper, comme Evangeline, sur le destin de l'héroïne acadienne. Mais ces films, pour la plupart, ont disparu et ne sont plus visibles.
Pour le compte du producteur-vedette Douglas Fairbanks, Walsh dirige Le Voleur de Bagdad, une féérie acrobatique qui connait un énorme succès et est aujourd'hui le film muet le plus célèbre tant de Fairbanks que de Walsh.
En 1928, Walsh doit réaliser le film In Old Arizona en plus d'y interpréter un des rôles principaux. Mais il perd un œil dans un accident de voiture lors du tournage. C'est Irving Cummings qui signe le film.
Walsh n'en poursuit pas moins sa carrière de réalisateur. En 1929, il donne un premier rôle important à John Wayne dans La Piste des géants, dont le tournage s'étale sur un an. Par la suite, Walsh travaille quelques années pour la Paramount Pictures. Il signe la mise-en-scène de plusieurs comédies musicales comme Klondike Annie, dont la vedette est Mae West, Artistes et Modèles avec Jack Benny et Ida Lupino ou St. Louis Blues avec Dorothy Lamour .
À la fin des années 1930, Walsh rejoint la Warner Bros. Entertainment. C'est pour cette firme qu'il réalise ses films parlants les plus connus. Il y dirige entre autres deux films de gangsters avec James Cagney ;  le premier, Les Fantastiques Années 20, en 1939 et le second, L'enfer est à lui, dix ans plus tard. En 1941, il réalise La Grande Évasion, autre histoire de gangsters et premier film dans lequel Bogart tient le rôle principal. Il est également le réalisateur de sept films mettant en vedette Errol Flynn. Parmi ceux-ci, Gentleman Jim, une biographie du boxeur Jim Corbett, ainsi que les drames de guerre Du sang sur la neige, Aventures en Birmanie et Saboteur sans gloire. Walsh dirige aussi plusieurs westerns comme L'Escadron noir, à nouveau avec John Wayne ; La Charge fantastique, évocation de la vie du général Custer et de la bataille de Little Big Horn ; La Vallée de la peur, mettant en vedette Robert Mitchum, ou La Fille du désert, une version western de son propre film La Grande Évasion. Il a également codirigé de manière non officielle La Femme à abattre (The Enforcer) en 1951.
Son contrat à la Warner expire en 1953 et Walsh poursuit sa carrière pour divers studios. En 1958, il réalise le drame de guerre Les Nus et les Morts, adaptation du premier livre de Norman Mailer, paru dix ans auparavant. Au début des années 1960, il donne dans le drame biblique avec Esther et le Roi. Finalement, à l'âge de 77 ans, il termine sa carrière avec un dernier western, La Charge de la huitième brigade. Il prend sa retraite en 1964.
Il est un membre fondateur de l’Academy of Motion Picture Arts and Sciences (AMPAS).
Il est le frère de l’acteur George Walsh.
Comme son contemporain Howard Hawks, Walsh était connu pour ne jamais laisser la réalité perturber une bonne histoire. Leonard Maltin a décrit l’autobiographie de Walsh comme une « fiction de divertissement avec éventuellement des concessions à la vérité ».
En dehors de son importante œuvre cinématographique, Raoul Walsh est aussi l’auteur de deux livres, un roman (La colère des justes, 1972) et un livre de souvenirs Each man in his time en 1974 (traduit sous le titre Un demi-siècle à Hollywood, Calmann-Lévy, 1976, et Ramsay Poche Cinéma no 15, 1985).
Raoul Walsh lance la carrière de Rock Hudson (dans Les Géants du ciel) et de John Wayne (dans La Piste des géants).

## Filmographie

### Années 1910-1920
| - 1914 : The Life of General Villa - 1914 : The Bowery - 1914 : The Double Knot - 1914 : The Mystery of the Hindu Image - 1914 : Who Shot Bud Walton? - 1915 : Siren of Hell - 1915 : A Man for All That - 1915 : The Lone Cowboy - 1915 : Home from the Sea - 1915 : The Buried Hand - 1915 : The Death Dice - 1915 : The Fatal Black Bean - 1915 : His Return - 1915 : The Greaser - 1915 : The Fencing Master - 1915 : 11:30 P.M. - 1915 : The Celestial Code - 1915 : A Bad Man and Others - 1915 : Regeneration - 1915 : Carmen - 1916 : La Bête à misère (The Serpent) - 1916 : Blue Blood and Red - 1916 : Pillars of Society - 1917 : Ça... c'est la vie ! (This Is the Life) - 1917 : The Honor System - 1917 : The Silent Lie - 1917 : The Innocent Sinner - 1917 : Betrayed - 1917 : The Conqueror - 1917 : The Pride of New York | - 1918 : La Femme et la Loi (The Woman and the Law) - 1918 : On the Jump - 1918 : The Prussian Cur - 1918 : Every Mother's Son - 1918 : I'll Say So - 1919 : Evangeline - 1919 : Should a Husband Forgive? - 1920 : The Strongest - 1920 : The Deep Purple - 1920 : From Now On - 1921 : La Fille du banquier (The Oath) - 1921 : Sérénade - 1922 : Kindred of the Dust - 1923 : Un drame en Polynésie (Lost and Found on a South Sea Island) - 1923 : Rosita, non crédité (coréalisateur avec Ernst Lubitsch) - 1924 : Le Voleur de Bagdad (The Thief of Bagdad) - 1925 : À l'ombre des pagodes (East of Suez) - 1925 : Matador (The Spaniard) - 1925 : Le Fils prodigue (The Wanderer) - 1926 : The Lucky Lady - 1926 : Sultane (The Lady of the Harem) - 1926 : Au service de la gloire (What Price Glory) - 1927 : Le Singe qui parle (The Monkey Talks) - 1927 : The Loves of Carmen - 1928 : Faiblesse humaine (Sadie Thompson) - 1928 : La Danse rouge (The Red Dance) - 1928 : Me, Gangster - 1929 : Têtes brûlées (The Cock-Eyed World) - 1929 : Hot for Paris |

### Années 1930-1940
| - 1930 : La Piste des géants (The Big Trail) - 1931 : La Gran jornada (The Big Trail, version espagnole) - 1931 : Die Große Fahrt (The Big Trail, version allemande) - 1931 : Il grande sentiero (The Big Trail, version italienne) - 1931 : Hors du gouffre (The Man Who Came Back) - 1931 : Prudence avec les femmes (Women of All Nations) - 1931 : Le Passeport jaune (The Yellow Ticket) - 1932 : Wild Girl - 1932 : Me and My Gal - 1933 : Sailor's Luck - 1933 : Hello, Sister! - 1933 : Les Faubourgs de New York (The Bowery) - 1933 : Au pays du rêve (Going Hollywood) - 1935 : Rivaux (Under Pressure) - 1935 : Baby Face Harrington - 1935 : Every Night at Eight - 1936 : Annie du Klondike (Klondike Annie) - 1936 : Empreintes digitales (Big Brown Eyes) - 1936 : Spendthrift - 1937 : Au service de Sa Majesté (O.H.M.S.) - 1937 : Les Deux Aventuriers (Jump for Glory) - 1937 : Artistes et Modèles (Artists & Models) - 1937 : La Femme en cage (Hitting a New High) - 1938 : College Swing - 1939 : St. Louis Blues - 1939 : Les Fantastiques Années 20 (The Roaring Twenties) | - 1940 : L'Escadron noir (Dark Command) - 1940 : Une femme dangereuse (They Drive by Night) - 1941 : La Grande Évasion (High Sierra) - 1941 : La Blonde framboise (The Strawberry Blonde) - 1941 : L'Entraîneuse fatale (Manpower) - 1941 : La Charge fantastique (They Died with Their Boots On) - 1942 : Sabotage à Berlin (Desperate journey) - 1942 : Gentleman Jim - 1943 : Convoi vers la Russie (Action in the North Atlantic) - 1943 : Intrigues en Orient (Background to Danger) - 1943 : Du sang sur la neige (Northern Pursuit) - 1944 : Saboteur sans gloire (Uncertain Glory) - 1945 : Aventures en Birmanie (Objective, Burma!) - 1945 : The Horn Blows at Midnight - 1945 : Sa dernière course (Salty O'Rourke) - 1945 : San Antonio - 1947 : L'Homme que j'aime (The Man I Love) - 1947 : La Vallée de la peur (Pursued) - 1947 : Stallion Road - 1947 : Wyoming Kid (Cheyenne) - 1948 : La Rivière d'argent (Silver River) - 1948 : Les Géants du ciel (Fighter Squadron) - 1948 : One Sunday Afternoon - 1949 : La Fille du désert (Colorado Territory) - 1949 : L'enfer est à lui (White Heat) |

### Années 1950-1960
| - 1951 : La Femme à abattre (The Enforcer) - 1951 : Capitaine sans peur (Captain Horatio Hornblower R.N.) - 1951 : Une corde pour te pendre (Along the Great Divide) - 1951 : Les Aventures du capitaine Wyatt (Distant Drums) - 1952 : La Ruelle du péché (Glory Alley) - 1952 : Le monde lui appartient (The World in His Arms) - 1952 : Barbe-Noire le pirate (Blackbeard, the Pirate) - 1953 : Victime du destin (The Lawless Breed) - 1953 : La Belle Espionne (Sea Devils) - 1953 : Un lion dans les rues (A Lion Is in the Streets) - 1953 : Bataille sans merci (Gun Fury) | - 1954 : La Brigade héroïque (Saskatchewan) - 1955 : Le Cri de la victoire (Battle Cry) - 1955 : Les Implacables (The Tall Men) - 1956 : Bungalow pour femmes (The Revolt of Mamie Stover) - 1956 : Le Roi et Quatre Reines (The King and Four Queens) - 1957 : L'Esclave libre (Band of Angels) - 1958 : La Blonde et le Shérif (The Sheriff of Fractured Jaw) - 1958 : Les Nus et les Morts (The Naked and the Dead) - 1959 : Les Déchaînés (A Private's Affair) - 1960 : Esther et le Roi (Esther and the King) - 1961 : Marines, en avant ! (Marines, Let's Go!) - 1964 : La Charge de la huitième brigade (A Distant Trumpet) |

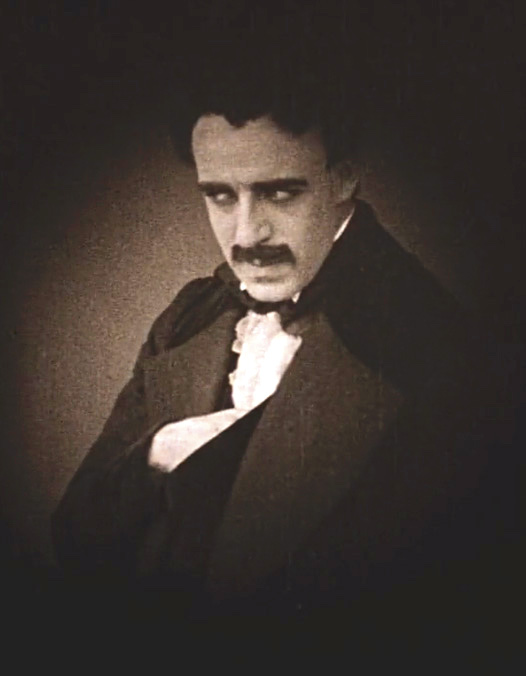
Raoul Walsh tenant le rôle de John Wilkes Booth, dans Naissance d'une nation

.

### comme acteur
- 1914 : The Life of General Villa de Christy Cabanne et lui-même
- 1914 : The Double Knot de Raoul Walsh
- 1914 : The Only Clue
- 1914 : The Mystery of the Hindu Image de Raoul Walsh
- 1914 : The Final Verdict de John B. O'Brien
- 1914 : Who Shot Bud Walton? de Raoul Walsh
- 1915 : Naissance d'une nation (Birth of a Nation) de David Wark Griffith
- 1915 : Home from the Sea de Raoul Walsh
- 1915 : The Fatal Black Bean de Raoul Walsh
- 1915 : A Man for All That de Raoul Walsh
- 1915 : The Greaser de Raoul Walsh
- 1915 : The Outlaw's Revenge de Christy Cabanne
- 1928 : Faiblesse humaine (SadieThompson) de Raoul Walsh